# Chiemsee-Bahn
A Chiemsee-Bahn egy 1,9 km hosszú, 1000 mm-es nyomtávolságú vasútvonal Bajorországban Prien am Chiemsee vasútállomása és a Stock-Prien kikötő között.

## Személykocsik
| Kocsi | Gyártási év | 1. osztályú ülőhelyek | 2. osztályú ülőhelyek | Megjegyzés     |
| ----- | ----------- | --------------------- | --------------------- | -------------- |
| 1     | zárt        | 24                    | nincs                 | szalonkocsi    |
| 2     | nyitott     | nincs                 | 32                    |                |
| 3     | nyitott     | nincs                 | 32                    |                |
| 4     | nyitott     | nincs                 | 32                    |                |
| 5     | nyitott     | nincs                 | 32                    |                |
| 6     | nyitott     | nincs                 | 32                    |                |
| 7     | zárt        | nincs                 | 32                    |                |
| 8     | zárt        | nincs                 | 32                    |                |
| 9     | zárt        | 8                     | 16                    | poggyásztérrel |

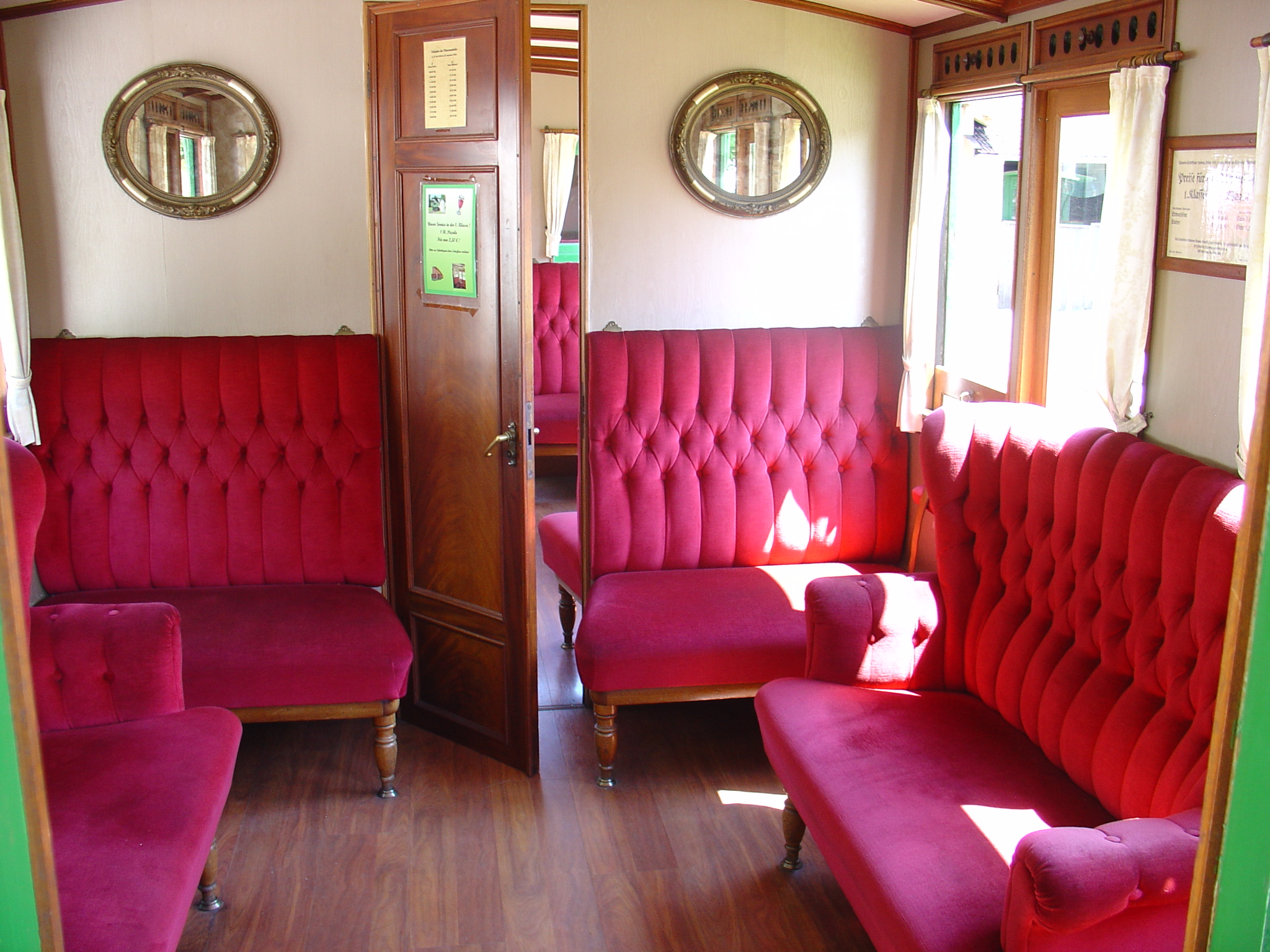
Az első osztályú szalonkocsi
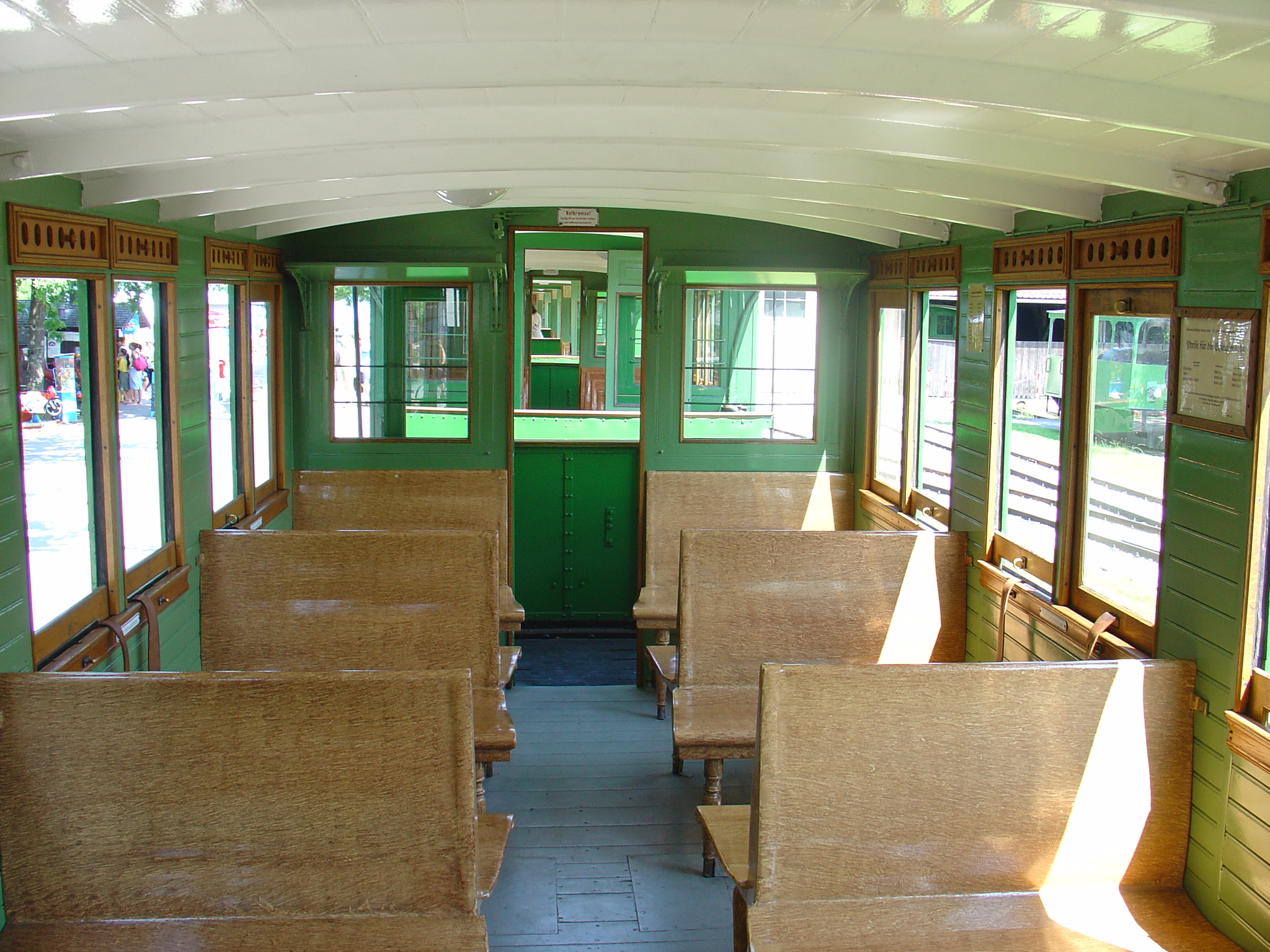
A másodosztályú kocsi utastere
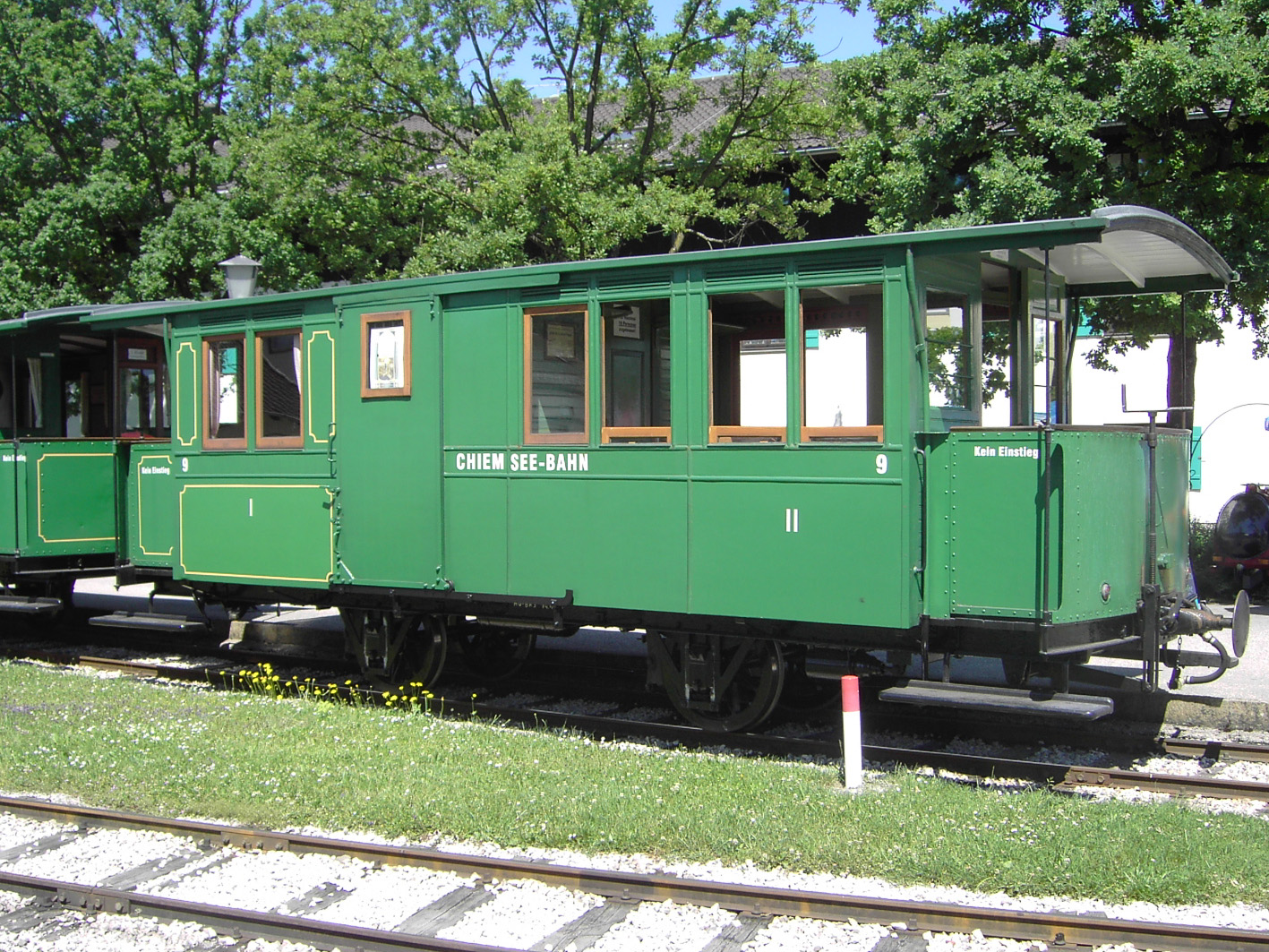
Az első- és másodosztályú poggyászteres kocsi
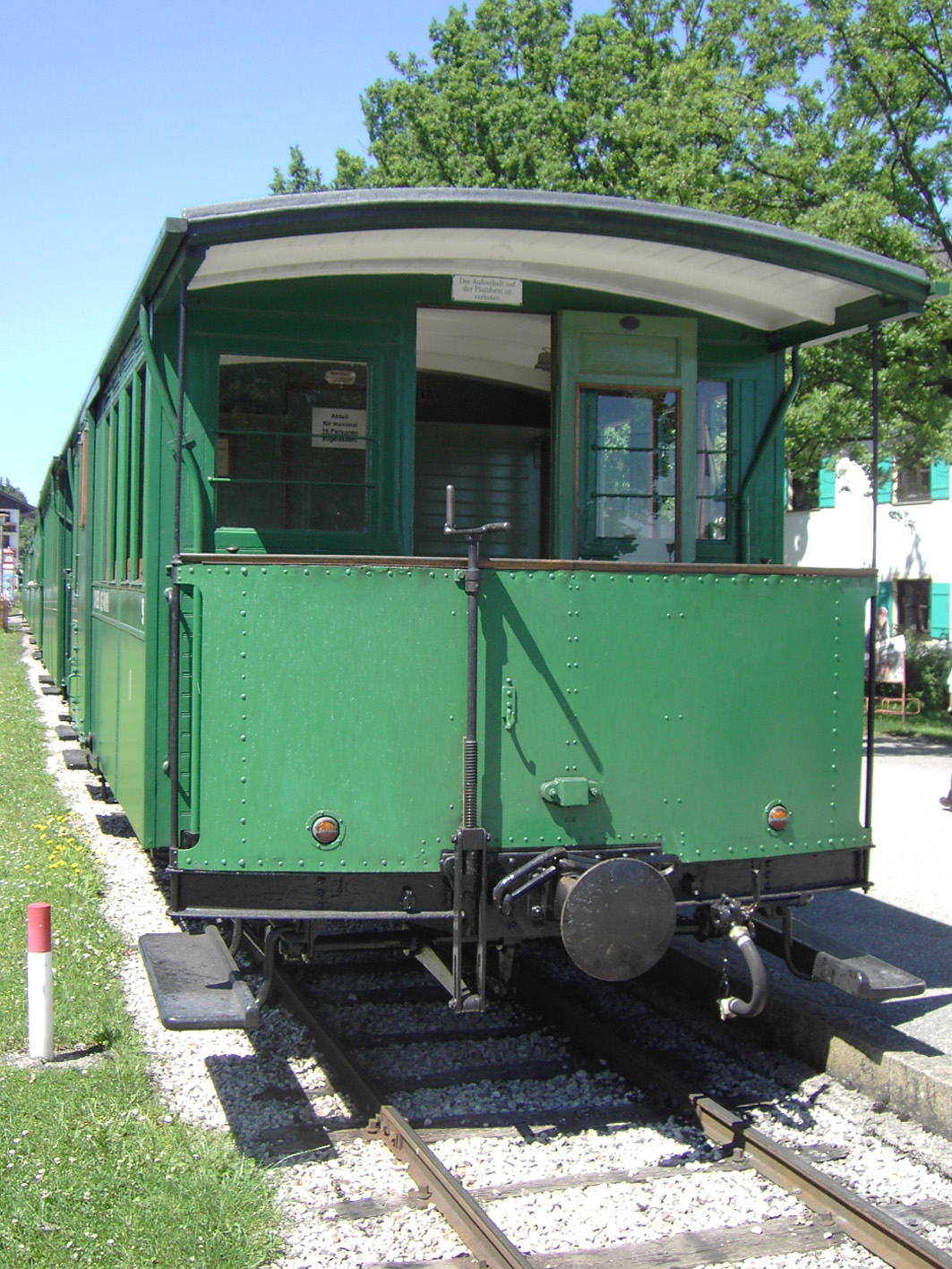
Az egyik kocsi nyitott peronja és kapcsolókészüléke